# Mitra coffea
Mitra coffea is een slakkensoort uit de familie van de Mitridae. De wetenschappelijke naam van de soort is voor het eerst geldig gepubliceerd in 1829 door Schubert & Wagner.